# Gran Premio di Lugano 2016
Il Gran Premio Città di Lugano 2016, trentatreesima edizione della corsa (settantesima se si considera la prova a cronometro omonima), valido come prova dell'UCI Europe Tour 2016 categoria 1.HC, fu disputato il 28 febbraio 2016 su un percorso totale di 184,9 km. 
Fu vinto dall'italiano Sonny Colbrelli al traguardo con il tempo di 5h02'07" alla media di 36,72 km/h battendo in uno sprint ristretto gli italiani Diego Ulissi, arrivato secondo, e Roberto Ferrari, piazzatosi terzo.
Alla partenza erano presenti 113 ciclisti, dei quali 45 portarono a termine la gara.

## Percorso
184 km totali per un tracciato che si dipanerà in un circuito da ripetere cinque volte e mezzo. Le difficoltà principali sono concentrate tutte nella seconda parte di ogni tornata, con gli strappi di Gentilino, unico segnato ufficialmente come GPM, Davesco e Ruvigliano, la cui cima è posta a soli 4 km dal traguardo, che verranno affrontati in rapida sequenza prima della picchiata verso Lugano.

## Squadre partecipanti
Prendono parte alla competizione 15 squadre: 3 formazioni con licenza UCI World Tour, Dimension Data, IAM Cycling e Lampre-Merida, 8 squadre UCI Professional Continental e 4 formazioni UCI Continental.
| N.    | Cod. | Squadra                     |
| ----- | ---- | --------------------------- |
| 1-8   | LAM  | Lampre-Merida               |
| 11-18 | IAM  | IAM Cycling                 |
| 21-28 | DDD  | Dimension Data              |
| 31-38 | AND  | Androni Giocattoli-Sidermec |
| 41-48 | BAR  | Bardiani-CSF                |
| 51-58 | NIP  | Nippo-Vini Fantini          |
| 61-68 | GAZ  | Gazprom-RusVelo             |
| 71-78 | TNN  | Team Novo Nordisk           |

| N.      | Cod. | Squadra                          |
| ------- | ---- | -------------------------------- |
| 81-88   | VAT  | Verva ActiveJet Pro Cycling Team |
| 91-98   | SGG  | Stölting Service Group           |
| 101-108 | ROT  | Team Roth                        |
| 111-118 | UNI  | Unieuro-Wilier                   |
| 121-128 | AMO  | Amore & Vita-Selle SMP           |
| 131-138 | SGT  | Christina Jewelry Pro Cycling    |
| 141-148 | AZT  | D'Amico-Bottecchia               |

## Ordine d'arrivo (Top 10)
| Pos. | Corridore           | Squadra      | Tempo    |
| ---- | ------------------- | ------------ | -------- |
| 1    | Sonny Colbrelli     | Bardiani     | 5h02'07" |
| 2    | Diego Ulissi        | Lampre       | s.t.     |
| 3    | Roberto Ferrari     | Lampre       | s.t.     |
| 4    | Andrej Solomennikov | Gazprom      | s.t.     |
| 5    | Jarlinson Pantano   | IAM          | s.t.     |
| 6    | Damiano Cunego      | Nippo        | a 4"     |
| 7    | Omar Fraile         | Dimension D. | a 7"     |
| 8    | Simone Andreetta    | Bardiani-CSF | a 38"    |
| 9    | Igor Antón          | Dimension D. | s.t.     |
| 10   | Roman Maikin        | Gazprom      | a 1'02"  |